# Веренчанська сільська рада
Веренча́нська сільська́ ра́да — адміністративно-територіальна одиниця та орган місцевого самоврядування в Заставнівському районі Чернівецької області. Адміністративний центр — село Веренчанка.

## Загальні відомості
- Населення ради: 4 029 осіб (станом на 2001 рік)

## Населені пункти
Сільській раді були підпорядковані населені пункти:
- с. Веренчанка
- с. Яблунівка

## Склад ради
Рада складалася з 20 депутатів та голови.
- Голова ради: Бойчук Володимир Дмитрович
- Секретар ради: Олієвська Валентина Дмитрівна

### Вибори сільського голови 2010
Перемогу на виборах сільського голови, які відбулися у неділю, 2 серпня 2010 року, здобув кандидат від «Нашої України», член Ради районної організації партії, Володимир Бойчук.
За нього проголосувало 1085 виборців (56,09% голосів) з 1881 мешканців села, які взяли участь в голосуванні. За посаду сільського голови змагалось ще чотири кандидати:
- безпартійний Микола Віконський — 337 голосів,
- Василь Харюк від «Єдиного Центру» — 226 голосів,
- безпартійна Марина Штефанич — 84 голоси.
- безпартійна Катерина Фокшанська — 82 голоси.

### Керівний склад попередніх скликань
| Прізвище, ім'я, по батькові  | Основні відомості                                               | Дата обрання | Дата звільнення |
| ---------------------------- | --------------------------------------------------------------- | ------------ | --------------- |
| Берладин Григорій Васильович | Сільський голова, 1953 року народження, безпартійний            | 26.03.2006   | 25.09.2009      |
| Бойчук Володимир Дмитрович   | Сільський голова, 1969 року народження, освіта незакінчена вища | 02.08.2009   | 31.10.2010      |
| Бойчук Володимир Дмитрович   | Сільський голова, 1969 року народження, освіта незакінчена вища | 31.10.2010   |                 |

Примітка: таблиця складена за даними сайту Верховної Ради України

### Депутати IV скликання
За результатами місцевих виборів 2010 року депутатами ради стали:

#### За суб'єктами висування
| Суб'єкт висування | Кількість обраних депутатів | %   |
| ----------------- | --------------------------- | --- |
| Самовисування     | 20                          | 100 |

#### За округами
| № округу | Прізвище, ім'я, по батькові    | Дата визнання обраним | Освіта             | Партійна приналежність                        | Відомості про обраного депутата                               |
| -------- | ------------------------------ | --------------------- | ------------------ | --------------------------------------------- | ------------------------------------------------------------- |
| 1        | Зорій Євген Володимирович      | 03.11.2010            | вища               | позапартійний                                 | Веренчанська сільська лікарська амбулаторія, сімейний лікар   |
| 2        | Самардак Василь Васильович     | 03.11.2010            | середня            | член Партії регіонів                          | тимчасово не працює                                           |
| 3        | Штефанич Марина Петрівна       | 03.11.2010            | вища               | член Партії регіонів                          | Веренчанська сільська рада, головний бухгалтер                |
| 4        | Олієвська Валентина Дмитрівна  | 03.11.2010            | середня спеціальна | член Політичної партії «Сильна Україна»       | Веренчанська сільська рада, секретар                          |
| 5        | Оліївський Юрій Васильович     | 03.11.2010            | середня            | член Політичної партії «Сильна Україна»       | тимчасово не працює                                           |
| 6        | Гнідий Василь Григорович       | 03.11.2010            | середня            | позапартійний                                 | Укртелеком, монтер зв'язку                                    |
| 7        | Гливка Тетяна Василівна        | 03.11.2010            | середня спеціальна | член Всеукраїнського об'єднання «Батьківщина» | Чернівецький пологовий будинок, медична сестра                |
| 8        | Русаль Володимир Дмитрович     | 03.11.2010            | середня спеціальна | позапартійний                                 | тимчасово не працює                                           |
| 9        | Корнієнко Василь Миколайович   | 03.11.2010            | середня            | позапартійний                                 | Веренчанський дошкільний навчальний заклад, сторож            |
| 10       | Янчик Наталія Григорівна       | 03.11.2010            | середня спеціальна | позапартійна                                  | Веренчанська сільська лікарська амбулаторія, медична сестра   |
| 11       | Мельничук Іван Георгійович     | 03.11.2010            | середня спеціальна | позапартійний                                 | Веренчанський дошкільний навчальний заклад, оператор котельні |
| 12       | Федорюк Тетяна Григорівна      | 03.11.2010            | вища               | позапартійна                                  | тимчасово не працює                                           |
| 13       | Фисюк Василь Дмитрович         | 03.11.2010            | вища               | член Політичної партії «Сильна Україна»       | Заставнівське ДСЛ АПК, головний бухгалтер                     |
| 14       | Шведик Марія Михайлівна        | 03.11.2010            | вища               | член Політичної партії «Сильна Україна»       | Веренчанська сільська рада, землевпорядник                    |
| 15       | Кравчук Наталія Василівна      | 03.11.2010            | вища               | член Політичної партії «Сильна Україна»       | Веренчанська сільська рада, діловод                           |
| 16       | Сікорський Дмитро Михайлович   | 03.11.2010            | середня            | позапартійний                                 | Веренчанська сільська лікарська амбулаторія, шофер            |
| 17       | Трач Юрій Дмитрович            | 03.11.2010            | вища               | позапартійний                                 | приватний підприємець                                         |
| 18       | Шевкеник Марія Іванівна        | 03.11.2010            | середня спеціальна | позапартійна                                  | Веренчанська філія Ощадбанку, контролер                       |
| 19       | Віконська Наталія Миколаївна   | 03.11.2010            | вища               | позапартійна                                  | тимчасово не працює                                           |
| 20       | Колесник Олександр Ярославович | 03.11.2010            | вища               | позапартійний                                 | тимчасово не працює                                           |

## Населення
Згідно з переписом УРСР 1989 року чисельність наявного населення сільської ради становила 4268 осіб, з яких 1952 чоловіки та 2316 жінок.
За переписом населення України 2001 року в сільській раді мешкало 4026 осіб.

### Мова
Розподіл населення за рідною мовою за даними перепису 2001 року:
| Мова       | Відсоток |
| ---------- | -------- |
| українська | 99,31 %  |
| російська  | 0,42 %   |
| молдовська | 0,15 %   |
| румунська  | 0,05 %   |
| німецька   | 0,02 %   |